# Zaischnopsis madagascarensis
Zaischnopsis madagascarensis is een vliesvleugelig insect uit de familie Eupelmidae. De wetenschappelijke naam is voor het eerst geldig gepubliceerd in 2011 door Özdikmen.